# 小夜子
『小夜子』（さよこ）は、2011年1月28日にBlack Cycから発売されたアダルトゲーム。

## 解説
『闇の声』シリーズの黒幕である小夜子を主人公に据えたスピンオフ作品。都会を舞台に、小夜子がセックスシンボルとして、人々を堕落させていく内容である。
なお、この作品を後に、ブランドは株式会社ランバ・アミューズに移管された。

## あらすじ
小夜子は闇の力を用いて洋館の来訪者たちを堕落させて楽しんでいたが、その数も最近は減ってしまっていた。そんなある日、小夜子のもとに女性大臣・馬渕陽子から、日本に来て少子化対策に協力してもらえないかという手紙が来る。変わった性癖を持つ社員たちの住まう寮に案内された小夜子は、子作りができるように彼らを調教してもらえないかと頼まれる。社員たちを調教した小夜子の次の標的は田円調布に住まうセレブ夫婦3組であり、彼らもまた小夜子の施す快楽に溺れていく。

## 登場人物
小夜子（さよこ）
声 - 一色ヒカル
本作の主人公。絶海の孤島にある古びた洋館の女主人で、闇の力を操り人々を堕落させる。
馬渕 陽子（まぶち ようこ）
声 - 穂高薫
日本の大臣で、小夜子に手紙をよこした人物。真面目な性格。夫とはセックスレスの状態が続いている。

### 社員寮
平 結愛（たいら ゆあ）
声 - 沢代りず
社員寮に住まう女性社員。社員寮に引っ越した際、あることを機に自慰にふけるようになった。調教前は幼い外見にコンプレックスを抱いていたが、調教後は幼い外見を生かした甘え方をするようになる。
藤原 あやか（ふじわら あやか）
声 - ヒマリ
結愛と同じ部署の先輩で、結愛のことをよくかわいがる。ストイックで表情が乏しく、いわゆる不感症だったが、調教を機に表情豊かになる。
山本 杏奈（やまもと あんな）
声 - 民安ともえ
あやかの同期で、貧乳が悩み。いい加減だが頼りになる。様々な要因が原因で同性愛者となり、社外にも"子猫ちゃん"がいる。
青田 かける（あおた かける）
声 - 樫野樹
社員寮に住まう男性社員。丸いものが嫌いであるため、丸みを帯びた身体を持つ女性が嫌い。小夜子の調教により性格が丸くなり丸いものが好きになったが逆に直線が苦手になってしまった。
原田 翼（はらだ つばさ）
声 - 澄白キヨカ
社員寮に住まう男性社員。心優しく真面目。中性的な見た目をしており、女性になることを望んでいた。外では女性的な言動をしなかったが、夜中に女装してはそれを楽しんでいた。調教により身体が女性化する。
浜野 大作（はまの だいさく）
声 - 堀川忍
社員寮に住まう男性社員。いわゆるオタクで、現実の女性に興味がなかったが、小夜子の調教により現実の女性に興味がもてるようになった。

### 田円調布のセレブたち
土屋 剛也 （つちや ごうや）
声 - 水上司郎
『闇の声』第1作に登場した男性。巨根をもって数多の女性に貢がせ、不動産王に上り詰めた男。妻の咲子に対して小夜子から教わった秘術を出し切ることができなかったが、再調教を施されたことで、妻との夜の生活が楽しめるようになった。年老いた現在でも絶倫ぶりは健在である。
土屋 咲子（つちや さきこ）
声 - 佐藤遼佳
剛也の妻。若いころは淫乱で、剛也との性生活を楽しんでいたが、子宮の問題で子どもをもうけることができなかった。小夜子との出会いにより若返り、淫乱さを取り戻した。
荒井 俊夫（あらい としお）
声 - 陸奥出流
変わった性癖を持つ著名な建築家。気弱でおとなしい性格は小夜子の調教で変わることはなかったものの、少々前向きな性格になった。
荒井 里香（あらい りか）
声 - 花南
俊夫の妻。かつては明るい性格だったが、夫との初夜に失敗し、自信喪失していた。
望月 学（もちづき まなぶ）
声 - 大庭弐勤
著名な産婦人科。数多の女性器を見てきたせいで、女性を嫌うようになり、アナルセックスを好むなど同性愛じみた思考になっていた。小夜子との調教により異性愛に目覚めた。
望月 美恵（もちづき みえ）
声 - 春河あかり
学の妻であるニュースキャスター。小夜子による少子化対策に反対している。表向きの学との結婚生活は良いようだが、実は同性愛者であり、夫婦間の会話もなかった。

## スタッフ
- 原画：上田メタヲ[2]
- シナリオ：幻咲也[2]

## 主題歌
「breedness」
作詞・作曲・編曲：OZ